# Home Town Story
Home Town Story é um filme americano de 1951, do gênero drama, escrito, produzido e dirigido por Arthur Pierson, e estrelado por Jeffrey Lynn, Donald Crisp, e Alan Hale Jr.. O filme tem a participação de Marilyn Monroe, em início de carreira, em um papel pequeno. O filme foi apoiado pela General Motors para promover as virtudes de um grande negócio.[carece de fontes?]

## Enredo
Blake Washburn (Jeffrey Lynn) é um político derrotado, que assume o cargo de editor do jornal de uma pequena cidade, em um esforço para conseguir ser eleito. Sua campanha se destina a ser uma contínua exposição dos males da grande indústria, e sua estratégia é a de publicar investigações diárias da desonestidade e poluição industrial.
Em uma excursão escolar a uma mina abandonada, irmã de Jeffrey, Katie (Melinda Plowman), fica presa no desmoronamento de um túnel de mina, e as indústrias da cidade vêm em seu socorro. Após a irmã mais nova ser resgatada e levada em um avião da empresa para a cidade grande, Blake muda sua mentalidade e reconhece que as cidades e as pessoas industriais estão realmente fazendo o seu melhor para ajudar os seus concidadães.

## Elenco
- Jeffrey Lynn como Blake Washburn
- Donald Crisp como John MacFarland
- Marjorie Reynolds como Janice Hunt
- Alan Hale Jr. como Slim Haskins
- Marilyn Monroe como Iris Martin
- Barbara Brown como Sra. Washburn
- Melinda Plowman como Katie Washburn
- Renny McEvoy como Leo, o motorrista de taxi
- Glenn Tryon como Ken Kenlock
- Byron Foulger como Berny Miles
- Griff Barnett como Tio Cliff Washburn
- Virginia Campbell como Phoebe Hartman
- Harry Harvey como Andy Butterworth
- Nelson Leigh como Dr. Johnson
- Speck Noblitt como Policial de motocicleta

## Recepção
De acordo com os registros da MGM, o filme arrecadou US $243,000 dólares nos EUA e Canadá e US $91,000 no resto do mundo, totalizando um lucro de US $334,000.